# Healing Is Difficult
Albums de Sia
OnlySee
(1997) Colour the Small One
(2004)
Healing Is Difficult est le deuxième album de la chanteuse australienne Sia, sorti en 2001.

## Liste des titres
| No  | Titre                    | Durée |
| --- | ------------------------ | ----- |
| 1.  | Fear                     | 5:11  |
| 2.  | Drink to Get Drunk       | 4:41  |
| 3.  | Taken for Granted        | 4:35  |
| 4.  | Blow It All Away         | 4:40  |
| 5.  | Get Me                   | 3:13  |
| 6.  | I'm Not Important to You | 6:08  |
| 7.  | Sober and Unkissed       | 4:01  |
| 8.  | Healing Is Difficult     | 5:24  |
| 9.  | Judge Me                 | 4:15  |
| 10. | Little Man               | 6:04  |
| 11. | Insidiously              | 8:50  |